# MIC BANK
MIC BANK（マイク・バンク）は、埼玉県を中心に活動する日本のヒップホップグループ。
2人のMCと1人のDJによって構成される。それぞれ別の地元のクラブなどで活動していた3人の偶発的出会いにより結成された。

## メンバー
- DJ TSURU（ディージェー ツル）
  - トラックメイク担当。
- CLOCK（クロック、本名: 町田忠男）
  - MC担当。地元は埼玉県桶川市。
- S.H.I.T.（シット、本名: 山崎聡）
  - MC、DJ担当。地元は埼玉県さいたま市。

## 作品
- MILE （2003年9月24日）
- DEAR...feat.DEE CHIKA （2003年9月24日）
- B Nuts （2004年6月23日）